# Catacombes de Sousse
Les catacombes de Sousse sont une nécropole souterraine située à l'ouest de la médina de Sousse (Tunisie). Elles sont découvertes en 1888 par le colonel Vincent.

## Aménagements
Aménagées en sous-sol vers la fin du Ier siècle par les chrétiens pour y inhumer leurs morts au temps de leur persécution (comme partout ailleurs dans l'Empire romain), les catacombes se présentent sous la forme de 240 galeries s'étendant sur cinq kilomètres et qui contiendraient près de 15 000 sépultures. Au nombre de quatre dont trois complètement fouillées — les catacombes du Bon Pasteur, d'Hermès et de Sévère —, elles sont très bien conservées lors de leur découverte, mais se dégradent rapidement une fois la terre retirée, sous l'action des eaux de ruissellement. Nettement plus modestes que les catacombes de Rome, elles témoignent de la pauvreté des chrétiens d'alors. Cimetière clandestin, les catacombes ont également servi de lieu de culte et de refuge pour les premiers adeptes du christianisme et ont été utilisées jusqu'à la fin du IVe siècle[réf. nécessaire].
Celles du Bon Pasteur, ouvertes à la visite, s'étendent sur 1,6 kilomètre et comportent environ 6 000 sépultures creusées dans les parois et superposées sur plusieurs étages. Elles étaient fermées par des tuiles ou des dalles de marbre sur lesquelles sont parfois tracés, à la pointe ou avec un pinceau, les noms des défunts. Les corps étaient ensevelis dans un linceul et parfois noyés dans de la chaux. À intervalles plus ou moins réguliers, on note la présence de niches qui accueillaient des lampes à huile. Quand de nouvelles galeries étaient ouvertes, la terre était reportée dans des galeries désaffectées, ce qui a contribué à leur bonne conservation. Quelques inscriptions et des objets qui formaient le mobilier funéraire sont aujourd'hui conservés au musée archéologique de Sousse. 

## Œuvres d'art
Quelques œuvres à caractère artistique y ont été découvertes et sont exposées au musée archéologique de Sousse : épitaphes et gravures sur marbre représentant des symboles sacrés (poissons, colombes, le Bon Pasteur), ou encore un sarcophage en marbre uni d'une enfant.